# Adolf Theodor Rosenbröijer
Adolf Theodor Rosenbröijer, född den 2 juni 1837 på Degerö i Helsinge socken i landskapet Nyland, död den 30 november 1894 i Helsingfors i Nyland, var en finländsk ämbetsman, translator samt lantdagsman vid Finlands lantdagar i flera omgångar.

## Biografi
Adolf Theodor Rosenbröijer var son till Tammerfors postmästare Nils Adolf Rosenbröijer (1798–1890) och Sofia Wilhelmina Leopold. Han tillhörde ätten Rosenbröijer, och han var bror till arkitekt Alfred Rosenbröijer.  Han avlade studentexamen i Borgå 1857 och avlade civilexamen vid Helsingfors universitet, varefter han studerade juridik i hemlandet samt bedrev språkstudier vid universitetet i Moskva 1859–1861 och utbildade sig till översättare i ryska och tyska språken. 
Rosenbröijer blev extra ordinarie kammarskrivare vid postdirektionen i Finland 1865, kopist 1867 och arbetade som translator vid direktionens kansli 1871–1893.
Han deltog som lantdagsledamot vid riksdagarna 1867, 1872, 1877–1878, 1882, 1885 och 1888 som representant för Ridderskapet och adeln.
Han dog 1894, ogift, och är begraven i Helsingfors.